# پاتریک لنرد

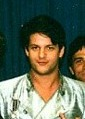

پاتریک لنرد (انگلیسی: Patrick Leonard؛ زادهٔ ۱۹۵۵) یک آهنگساز و تهیه‌کننده موسیقی اهل ایالات متحده آمریکا است.